# Ліберті (Кентуккі)
Ліберті (англ. Liberty) — місто (англ. city) в США, в окрузі Кейсі штату Кентуккі. Населення — 2028 осіб (2020).

## Географія
Ліберті розташоване за координатами 37°19′14″ пн. ш. 84°55′41″ зх. д. / 37.32056° пн. ш. 84.92806° зх. д. (37.320628, -84.928179).  За даними Бюро перепису населення США в 2010 році місто мало площу 4,90 км², з яких 4,87 км² — суходіл та 0,03 км² — водойми.

## Демографія
Згідно з переписом 2010 року, у місті мешкало 2168 осіб у 854 домогосподарствах у складі 459 родин. Густота населення становила 442 особи/км².  Було 945 помешкань (193/км²).
Расовий склад населення:
| - 95,5 % — білих - 1,5 % — чорних або афроамериканців - 0,2 % — вихідців з тихоокеанських островів - 0,2 % — азіатів - 0,1 % — корінних американців - 1,4 % — осіб інших рас |

До двох чи більше рас належало 1,1 %. Частка іспаномовних становила 3,0 % від усіх жителів.
За віковим діапазоном населення розподілялося таким чином: 17,6 % — особи молодші 18 років, 60,1 % — особи у віці 18—64 років, 22,3 % — особи у віці 65 років та старші. Медіана віку мешканця становила 41,2 року. На 100 осіб жіночої статі у місті припадало 73,6 чоловіків;  на 100 жінок у віці від 18 років та старших — 69,7 чоловіків також старших 18 років.
Середній дохід на одне домашнє господарство  становив 33 176 доларів США (медіана — 22 788), а середній дохід на одну сім'ю — 45 575 доларів (медіана — 36 016). Медіана доходів становила 27 316 доларів для чоловіків та 23 879 доларів для жінок. За межею бідності перебувало 26,6 % осіб, у тому числі 37,4 % дітей у віці до 18 років та 19,0 % осіб у віці 65 років та старших.
Цивільне працевлаштоване населення становило 597 осіб. Основні галузі зайнятості: освіта, охорона здоров'я та соціальна допомога — 30,3 %, виробництво — 18,9 %, роздрібна торгівля — 17,9 %.